# Blinkworthia
Genre
Blinkworthia est un genre de plantes dicotylédones de la famille des Convolvulaceae, tribu des Ipomoeeae, originaire des régions tropicales d'Asie, qui comprend deux espèces acceptées. L'espèce-type est Blinkworthia lycioides Choisy.

## Étymologie
Le nom générique, « Blinkworthia », est un hommage à Robert Blinkworth, collecteur de plantes au jardin botanique de Calcutta pour le botaniste Nathaniel Wallich.

## Taxinomie
Le genre Blinkworthia a été décrit par Jacques Denys Choisy et publié en 1833 dans ses Mémoires de la société de physique et d'histoire naturelle de Genève, 6: 430, pl. 4..

### Liste d'espèces
Selon World Checklist of Selected Plant Families (WCSP) (4 novembre 2019) :
- Blinkworthia convolvuloides Prain, J. Asiat. Soc. Bengal, Pt. 2 (1894)
- Blinkworthia lycioides Choisy (1833 publ. 1834)

## Description
Les espèces du genre Blinkworthia sont des arbustes ou des plantes grimpantesligneuses, aux tiges grêles, villeuses ou strigueuses, pouvant atteindre 12 m de long. Les feuilles sont portées par un pétiole court, de 3 à 4 mm de long. Le limbe, de forme elliptique à linéaire, arrondie à la base, à l'apex obtus et mucronulé, de 3 à 5 cm de long sur 1 à 1,8 cm de large, est coriace, strigueux sur la face abaxiale et glabre sur la face adaxiale.
Les fleurs, solitaires, axillaires, présentent 2 à 4 bractées en forme de feuilles, et sont portées par un pédicelle incurvé, glabre, de 8 à 10 mm de long. Le calice est constitué de 5 sépales sub-égaux, coriaces, ovales-oblongs à circulaires, qui subsistent sur le fruit. La corolle campanulée, de 1,7 à 2 cm de diamètre, présente un limbe  à 5 lobes très peu profonds, de couleur blanche, vert clair ou jaune. Les étamines aux anthères oblongues, sont incluses dans la corolle. Le pollen globuleux, est pantoporé et finement épineux. Le pistil, également inclus dans la corolle, présente un ovaire conique, biloculaire, surmonté d'un style filiforme terminé par un stigmate bilobé. Le fruit est une baie ovoïde, de 8 à 10 mm de diamètre, entourée du calice persistant, contenant 1 à 4 graines ovoïdes, glabres.

## Distribution et habitat
L'aire de répartition du genre Blinkworthia  est limité à la Chine du Sud (Guangxi, Yunnan), à la Thaïlande et à la Birmanie. Ces plantes se rencontrent  dans les broussailles et les savanes boisées à des altitudes comprises entre 400 600 mètres,.

## Utilisation
Les racines et les feuilles de Blinkworthia convolvuloides Prain sont utilisées localement en médecine traditionnelle pour le traitement des maux d'estomac.